# Rabîa I
Rabîa I eller Rabi' al-awwal er den islamiske kalenders tredje måned. 
Den islamiske kalender følger månen og derfor flytter muharram sig 11-12 dage hvert år i forhold til den gregorianske kalender. Måneder starter, når en rettroende muslim iagttager nymånen på himlen, og derfor kan det ikke præcis siges, hvornår en måned vil starte.

## Islamiske begivenheder
- Den ellevte shia-imam, Hasan al-Askari, blev dræbt den 8. Rabi' al-Awwal.
- Nogle sunnimuslimer fejrer Muhammeds fødselsdag, Mawlid, den 12. Rabi' al-Awwal.
- Shiamuslimer fejrer både Muhammeds og imam Jafar Sadiqs fødselsdage den 17. Rabi' al-Awwal.
- Shiamuslimer fejrer Umm Khultum bint Alis fødselsdag den 17. Rabi' al-Awwal. Umm Khultum bint Ali var datter af Ali ibn Abi Taalib.
- Abu Talib ibn Abdul Muttalib døde den 26. Rabi' al-Awwal.

## Eksterne links
- Islamic-Western Calendar Converter (Omregn dage til/fra den islamiske kalender)